# Tenero e violento
Tenero e violento (Le Solitaire) è un film del 1987 diretto da Jacques Deray.

## Trama
Il Commissario di polizia Stan (Belmondo) e l'amico Ispettore Simon, durante un normale giro di perlustrazione, si imbattono in Schneider, pericoloso ricercato. L'inutile tentativo di arrestare il delinquente provoca un conflitto a fuoco nel quale Simon resta ucciso. Sono necessari due anni perché Stan riesca a scovare Schneider e ad affidarlo alla giustizia. Il film è tagliato su misura per Belmondo che, ancora una volta, interpreta il ruolo del poliziotto solitario che lotta contro la burocrazia ma che, nello stesso tempo, pratica una sorta di privata violenza.